# Seznam dílů seriálu Lovci lebek
Toto je seznam dílů seriálu Lovci lebek.

## Přehled řad
| Řada | Díly | Premiéra v USA | Premiéra v USA  | Premiéra v ČR     | Premiéra v ČR   |
| Řada | Díly | První díl      | Poslední díl    | První díl         | Poslední díl    |
| ---- | ---- | -------------- | --------------- | ----------------- | --------------- |
| 1    | 13   | 6. března 2011 | 30. května 2011 | 30. prosince 2012 | 24. března 2013 |
| 2    | 10   | 4. března 2012 | 29. dubna 2012  | 31. března 2013   | 2. června 2013  |

## Seznam dílů

### První řada (2011)
| Č. v seriálu | Č. v řadě | Původní název                     | Český název           | Režie              | Scénář                           | Premiéra v USA  | Premiéra v ČR     |
| ------------ | --------- | --------------------------------- | --------------------- | ------------------ | -------------------------------- | --------------- | ----------------- |
| 1            | 1         | Pilot                             |                       | Gavin Hood         | Matt Olmstead a Nick Santora     | 6. března 2011  | 30. prosince 2012 |
| 2            | 2         | Collected                         | Sběratel              | Adam Arkin         | Nick Santora                     | 13. března 2011 | 6. ledna 2013     |
| 3            | 3         | The Bag Man                       | Mstitel               | Sanford Bookstaver | Nick Santora                     | 20. března 2011 | 13. ledna 2013    |
| 4            | 4         | Out of the Mouths of Babes        | Ústy nemluvňat        | Michael Waxman     | Kimberly Mercado a Nick Santora  | 27. března 2011 | 20. ledna 2013    |
| 5            | 5         | Queen of Hearts                   | Srdcová dáma          | Jonathan Glassner  | Matt Olmstead                    | 3. dubna 2011   | 27. ledna 2013    |
| 6            | 6         | Like Father, Like Son             | Jaký otec, takový syn | Billy Gierhart     | Dan Dratch                       | 10. dubna 2011  | 3. února 2013     |
| 7            | 7         | Fun with Chemistry                | Molekuly              | Gloria Muzio       | Michael Gilvary                  | 17. dubna 2011  | 10. února 2013    |
| 8            | 8         | Steaks                            | Maso                  | Phil Abraham       | Dan Dratch                       | 24. dubna 2011  | 17. února 2013    |
| 9            | 9         | One for the Money                 | Zástěrka              | Jean de Segonzac   | Benjamin Klang a Mary Trahan     | 1. května 2011  | 24. února 2013    |
| 10           | 10        | Paid in Full                      | Odplata               | Mel Damski         | Michael Gilvary a Benjamin Klang | 8. května 2011  | 3. března 2013    |
| 11           | 11        | Off the Beaten Path               | Na tajné stezce       | Billy Gierhart     | Kimberly Mercado a Mary Trahan   | 15. května 2011 | 10. března 2013   |
| 12           | 12        | There Are Rules                   | Pravidla              | Gavin Hood         | Nick Santora                     | 22. května 2011 | 17. března 2013   |
| 13           | 13        | Where in the World Is Carmen Vega | Nemilosrdná Carmen    | Guy Ferland        | Matt Olmstead a Michael Gilvary  | 30. května 2011 | 24. března 2013   |

### Druhá řada (2012)
| Č. v seriálu | Č. v řadě | Původní název          | Český název        | Režie          | Scénář                                                     | Premiéra v USA  | Premiéra v ČR   |
| ------------ | --------- | ---------------------- | ------------------ | -------------- | ---------------------------------------------------------- | --------------- | --------------- |
| 14           | 1         | An Unjust Death        | Nespravedlivá smrt | Bill Gierhart  | Matt Olmstead a Nick Santora                               | 4. března 2012  | 31. března 2013 |
| 15           | 2         | Round Two              | Druhé kolo         | Tim Hunter     | Mick Betancourt                                            | 11. března 2012 | 7. dubna 2013   |
| 16           | 3         | Double Down            | Dvojitá rána       | Clark Johnson  | Michael Gilvary                                            | 18. března 2012 | 14. dubna 2013  |
| 17           | 4         | Cruz Control           | Archanděl          | Bobby Roth     | Mick Betancourt a Jennifer Corbett                         | 25. března 2012 | 21. dubna 2013  |
| 18           | 5         | Self Help              | Útěk do vězení     | Bryan Spicer   | Jameal Turner a Nick Santora                               | 1. dubna 2012   | 28. dubna 2013  |
| 19           | 6         | I Smell Emmy           | Cítím Emmy         | Clark Johnson  | Michael Gilvary a Mary Trahan                              | 8. dubna 2012   | 5. května 2013  |
| 20           | 7         | Ain't Love (50) Grand? | Kolik stojí láska? | Guy Ferland    | John Tinker                                                | 15. dubna 2012  | 12. května 2013 |
| 21           | 8         | SEALd Fate             | Má je pomsta       | Mel Damski     | Mick Betancourt a Jennifer Corbett                         | 22. dubna 2012  | 19. května 2013 |
| 22           | 9         | Freakshow              | Mistr úniku        | Michael Waxman | námět: Mary Trahan a Jameal Turner scénář: Michael Gilvary | 29. dubna 2012  | 26. května 2013 |
| 23           | 10        | Served Cold            | Pomsta je sladká   | Michael Waxman | námět: Mary Trahan a Jameal Turner scénář: Michael Gilvary | 29. dubna 2012  | 2. června 2013  |